# 辻用水
辻用水（つじようすい）は、見沼代用水西縁のうち、埼玉県川口市大字小谷場元西福寺前分水口からさいたま市南区の旧中山道までの用水路区間である。

## 概要
元西福寺前分水口では下流に向かい左側の水門側（新曾用水）に通常はすべての水か流下するが、直進すると辻用水となる。東北線から国道17号にかけては旧入間川流路跡の湿地帯南縁に開削されている。かつては旧中山道までが見沼代用水土地改良区の管理であったが、公園整備のため市に移管された。今でも元西福寺前分水口までと新曾用水は見沼代用水土地改良区の管轄である。

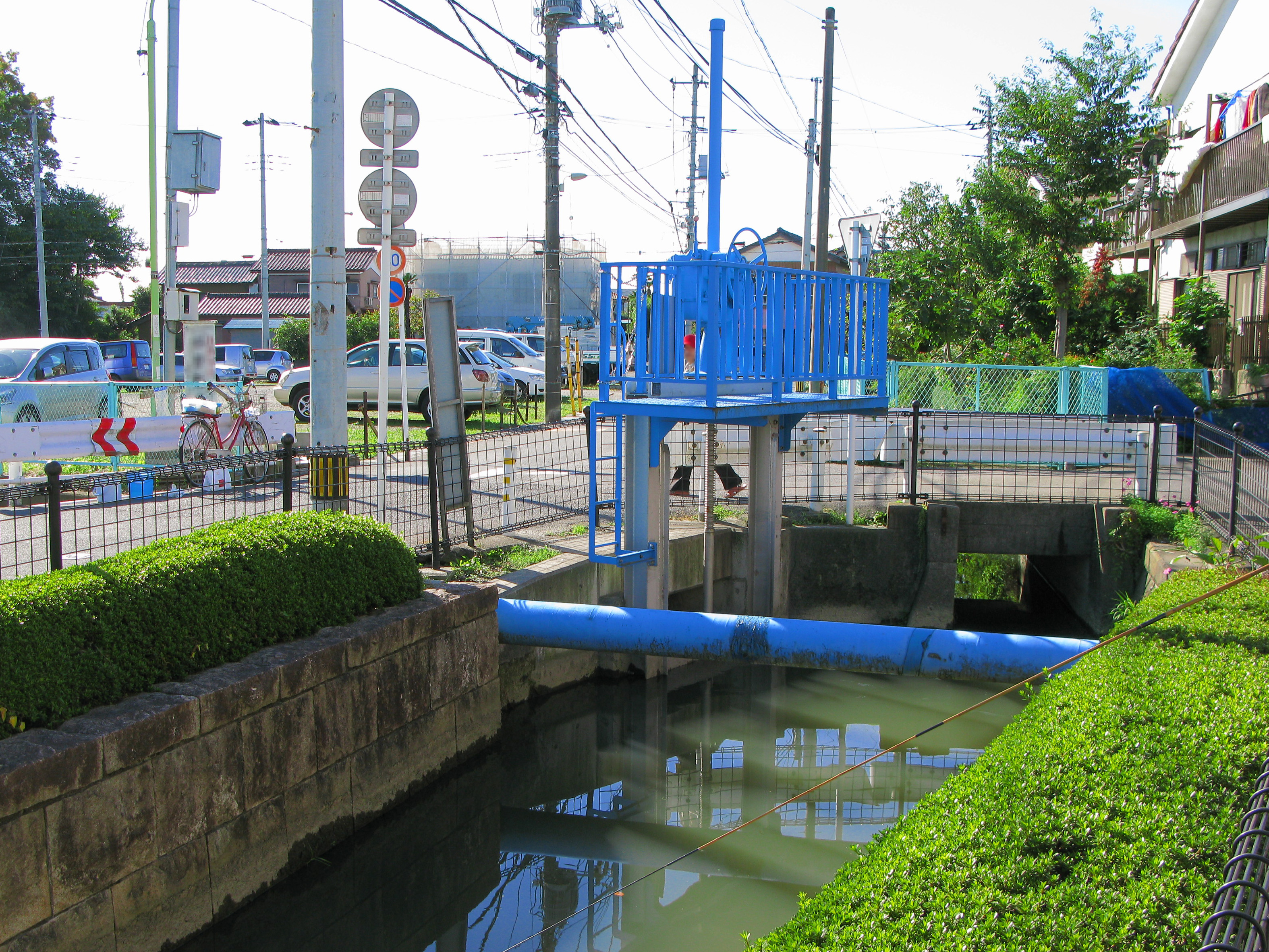
元西福寺前分水口

辻用水は旧中山道までであるが、笹目川が開削されると、下流に向けて排水用の水路が作られた。1970年代までは直線的なものであったが、宅地開発により現在の流路となった。
田圃があった時代には、田植えのときは見沼代用水西縁の大量の水が西福寺前分水口と辻用水に流れ、その他の季節は少量の水が見沼代用水西縁から新曾用水に流れ、ベルヴィ武蔵野の前で京浜東北線を渡る川が二つに分流して一つは辻用水との合流部から辻用水の下流に流れ、もう一つは辻用水を逆流して西福寺前分水口から見沼代用水西縁とともに新曾用水に合流していた。そのため辻用水はある程度の清流が一年中保たれていたが、ベルヴィ武蔵野の前で京浜東北線を渡ったところで川が下水に流れるようになったため（今でも線路際に行くと水音が聞こえる）、辻用水は田植えの約一ヶ月を除き、汚水が溜まっているようになった。その数年後に、六辻親水公園に整備された。

## 河川施設

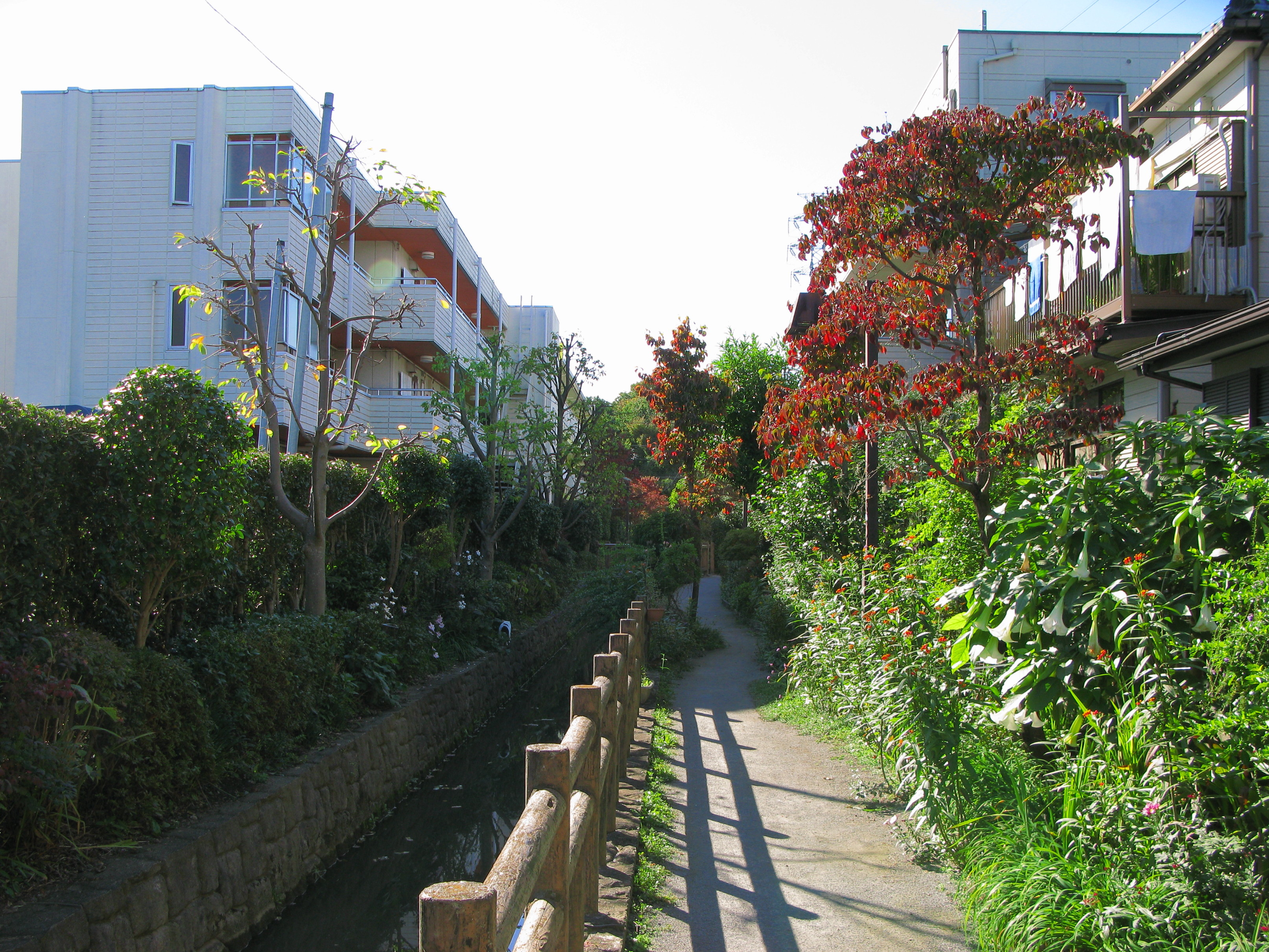
六辻水辺公園
用水の京浜東北線の西側より下流は、水辺公園として整備されている。辻用水の部分は水路をそのまま利用し、旧中山道から下流では水路は暗渠となり、地表は電動ポンプを用いた親水用の小さな流れがある。六辻水辺公園の最終は笹目川にぶつかる地点であり、暗渠の水路は笹目川に放流している。平成5年度手づくり郷土賞（自然とふれあう水辺づくり）受賞。

## 辻用水が流れる地区
- 埼玉県川口市小谷場
- 埼玉県さいたま市南区南浦和4丁目
- 埼玉県さいたま市南区文蔵3,4丁目
- 埼玉県さいたま市南区根岸2,3丁目
- 埼玉県さいたま市南区辻1,2,3,4丁目
- 埼玉県さいたま市南区白幡6丁目

## 辻用水に架かる橋

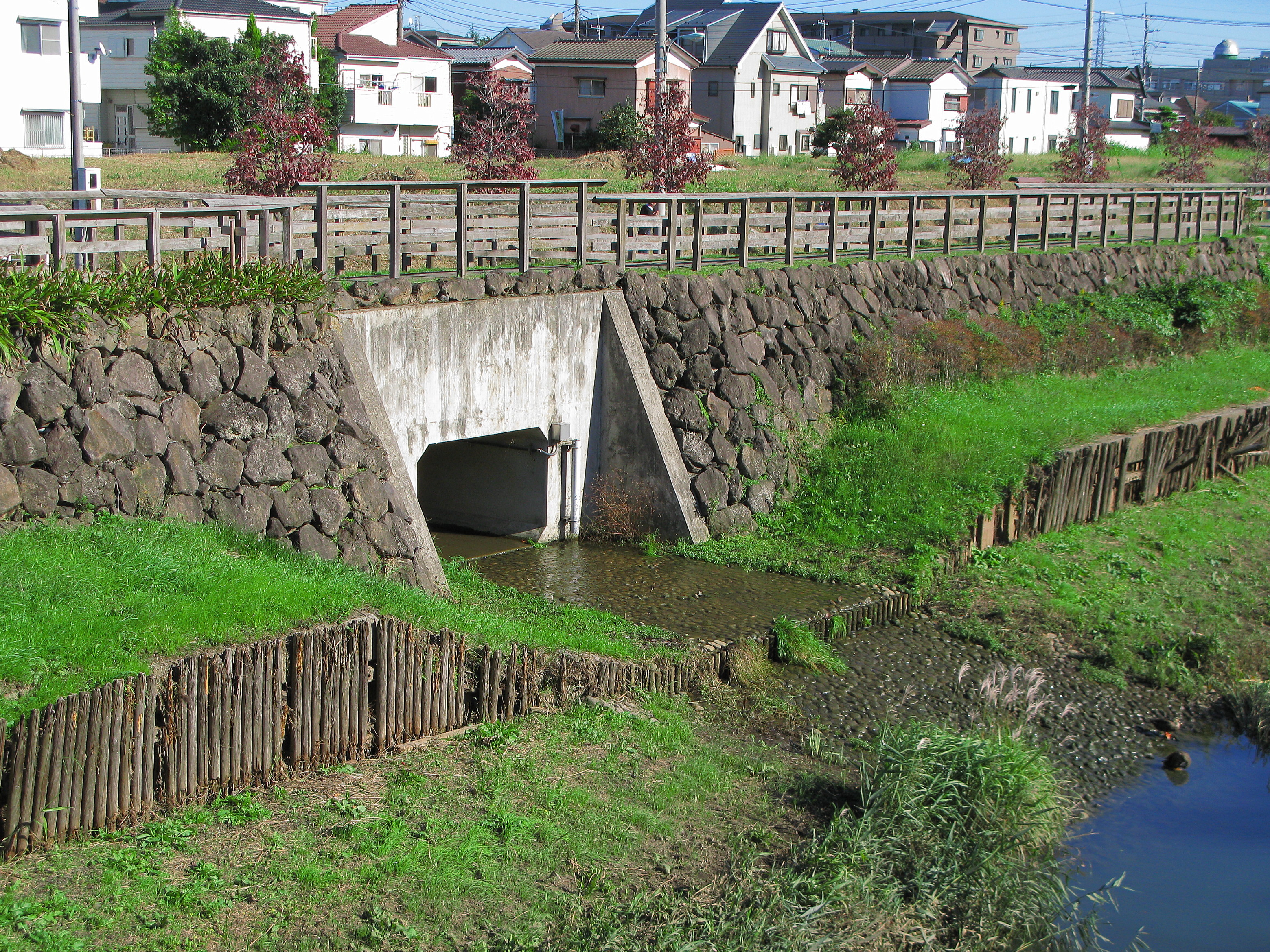
辻用水と笹目川の合流点

- 東北本線
- 見沼小橋
- 中溝橋
- 見沼中橋
- 一ツ木通り
- 大境橋
- 辻小橋
- 根岸小橋
- 根岸橋

- （この間、暗渠）
- 国道17号
- 旧中山道
- （これより下流は暗渠）